# Singó
Singó (新郷村; Hepburn: Shingō-mura) japán falu a Tóhoku régióban található Aomori prefektúrában. A falu lakosságát 2009-ben 2830 főre becsülték, népsűrűségét pedig 18,8 fő/km²-re. A falu lakóinak egy része úgy tartja, náluk van eltemetve Jézus: azt a helyszínt Jézus sírjaként (キリストの墓, ’Kiriszuto no haka’) is hirdetik. A helyiek főleg mezőgazdasági termelést folytatnak.
Krisztus legendája az 1935-ben talált óhéber nyelvű dokumentumokra vezethető vissza, amelyeken állítólag egy különös életrajzot lehetett olvasni, azonban ezek eltűntek a második világháború során, nagy valószínűséggel megsemmisültek egy amerikai légitámadásban. A történet szerint Jézus nem halt meg a kereszten 33 évesen, hanem elmenekült, és Szibérián keresztül Japánba jutott, ahol letelepedett, rizstermesztéssel foglalkozott. Elvett egy Mijuko nevű helyi lányt, és három lánya született. Végül 106 éves korában a faluban hunyt el, és itt is temették el. Egy másik változat szerint Jézus még 21 évesen költözött a Singó környéki vidékre, ahol teológiát tanult, és mintegy 12 évig élt itt. Miután visszatért szülőföldjére, Japánról tanított, ám tanításai túl radikálisak voltak, és halálra ítélték érte. Ő azonban elszökött onnan, és helyette testvérét feszítették meg. A legenda szerint Jézus leszármazottai még mindig a faluban élnek. A Jézus sírjáról szóló történet sok turistát vonz a kis faluba.
Az állítólagos sír mellett a következő felirat található:
„Amikor Jézus Krisztus 21 éves volt, Japánba jött, és 12 évig folytatott teológiai tanulmányokat. 33 évesen visszatért Júdeába, és belekezdett küldetésébe. Azonban azokban az időkben a júdeai lakosok nem fogadták el Krisztus prédikációját. Ehelyett bebörtönözték, és megpróbálták keresztre feszíteni. Öccse, Iszukiri, átvette Krisztus helyét, és meghalt a kereszten. Krisztus, aki megmenekült a megfeszítéstől, útra kelt, és ismét Japánba jött. Pontosan itt telepedett le, a mai Herai falu közelében, és 106 évesen halt meg. Ezen a szent földön a jobb oldali kereszt Krisztust dicsőíti, a bal oldali pedig Iszukirit. A fenti leírás Krisztus testamentumából származik.”

## Népesség
| Lakosok száma | 2851 | 2509 | 2179 |
|               | 2010 | 2015 | 2021 |